# 장성 황룡 전적
장성 황룡 전적(長城 黃龍 戰蹟)은 전라남도 장성군 황룡면에 있는, 동학군이 전주성을 점령하는 계기가 된 황룡전투의 전적지이다. 1998년 6월 10일 대한민국의 사적 제406호로 지정되었다.

## 개요
이 곳 장성 황룡전적은 고종 31년(1894년) 반봉건·반외세의 정신으로 일어선 동학농민군이 최초로 정부에서 파견된 경군에 승리한 동학농민혁명의 최대 격전지이다.
황룡전투는 전봉준의 동학농민군이 고창·영광·함평을 차례로 점령한 후, 전라도의 수도이자 이씨왕조의 태생지인 전주를 점령하기 위하여 이학승이 이끄는 경군과 일대접전을 벌였던 전투이다. 이 전투는 동학농민군이 정부의 정예부대를 격파한 의미있는 전투로, 동학군에게는 사기와 자신감을 경군에게는 낭패와 당혹감을 주어 경군의 행동반경을 위축시킨 계기가 되었다. 황룡전투에서 승리한 동학군은 양총 1백여정 등 많은 무기를 빼앗아 곧바로 전주성을 점령하게 되었으며 몇차례 공방전을 벌인 후 동학군의 요구를 수용했던 전주화약의 결정적인 근거가 되었다. 황룡전투에서 동학농민군이 신식무기를 갖춘 경군을 무찌를 수 있었던 무기로 장태가 처음 등장하였는데, 대나무를 쪼개 원형으로 길게 만들어 짚을 넣어 굴리면서 총알을 피했던 무기이다.
현재 이곳에는 동학사상을 일깨우고 후세들의 역사교육장으로 활용할 수 있도록 1997년에 동학혁명 승전기념공원을 조성하고, 기념탑 1기, 파고라 2동, 잔디광장, 경군대장 이학승순의비 등이 세워져 있다. 장성 황룡전적은 역사적인 고증을 거쳐 1998년 4월 18일 국가지정 사정 제406호로 지정되었다.

## 같이 보기
- 동학 농민 운동

## 참고 자료
- 장성 황룡 전적 - 국가유산청 국가유산포털